# Past Masters

Past Masters
Past Masters • Volume One (1988)
Past Masters • Volume Two (1988)
Past Masters (2009)
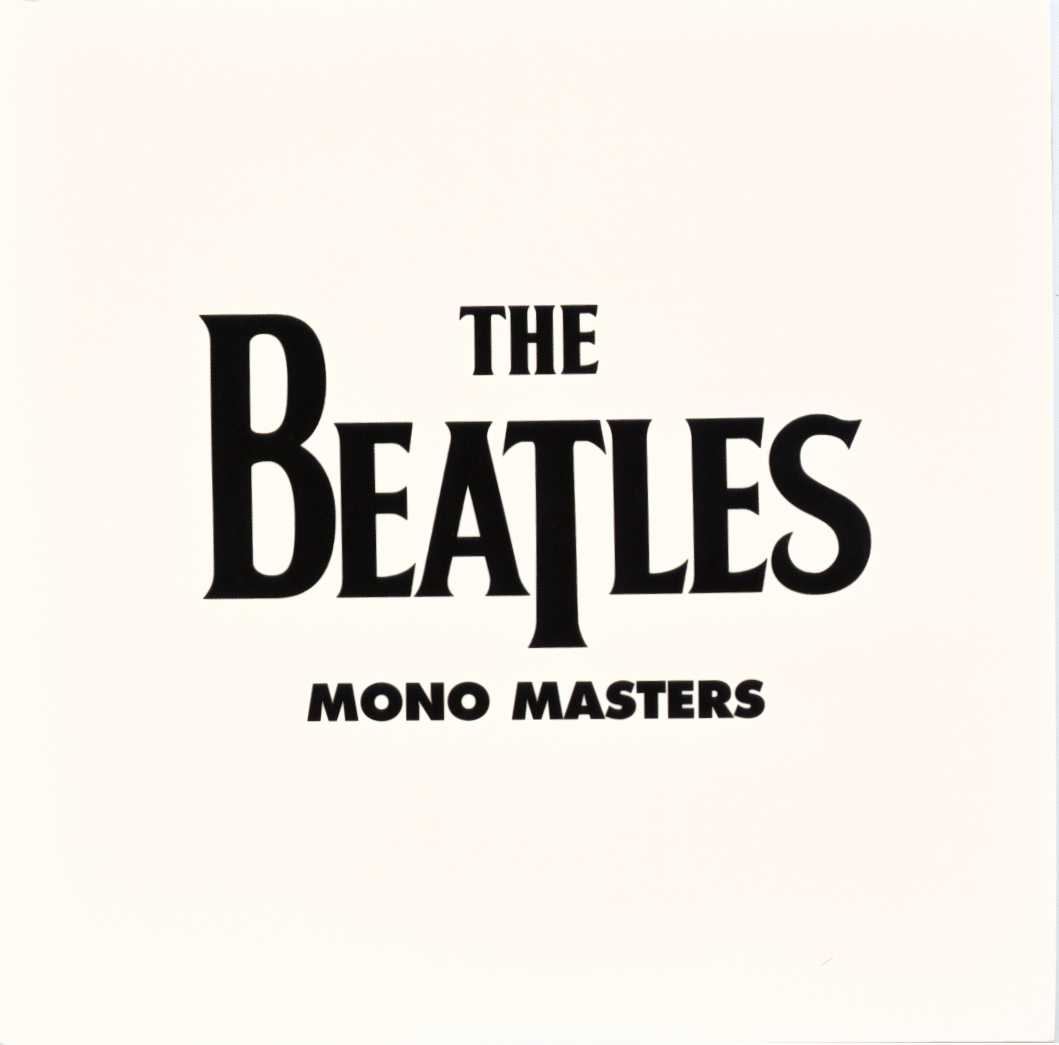
Mono Masters (2009)

Past Masters (ein englisches Wortspiel: etwa „Altmeister“ und „frühere Master“) sind zwei Kompilationsalben (Past Masters • Volume One und Past Masters • Volume Two) der britischen Musikgruppe The Beatles, die gleichzeitig am 7. März 1988 veröffentlicht wurden. Es sind das zehnte und elfte Kompilationsalbum der Beatles nach deren Trennung, das bisher veröffentlichte Aufnahmen enthält, in den USA deren achtes und neuntes.

## Entstehung
Vor Erscheinen der beiden Alben Past Masters · Volume One und Past Masters · Volume Two veröffentlichte die EMI zwischen Februar und Oktober 1987 die zwölf britischen Studioalben der Beatles und Magical Mystery Tour erstmals auf CD. Bei diesen Veröffentlichungen blieben die Lieder, die separat auf Singles, B-Seiten oder EPs erschienen oder die sonst nicht auf den regulären Alben erhältlich waren, unberücksichtigt und wurden stattdessen in chronologischer Reihenfolge auf den beiden Alben Past Masters • Volume One und Past Masters • Volume Two herausgebracht. Ziel der Veröffentlichung der beiden Past Masters-CD-Alben war, dass alle Lieder der Beatles auf Compact Disc erhältlich sein sollten. So enthalten die beiden Alben 13 britische Single-A-Seiten, von denen nur Love Me Do, in einer anderen Version, auf einem Beatles Studioalbum veröffentlicht wurde. Während Past Masters • Volume One und Past Masters • Volume Two auf zwei getrennten CDs veröffentlicht wurden, erschien gleichzeitig das Doppel-Vinyl-Album Past Masters Volumes One & Two.
Der Großteil der Lieder auf dem Album ist in Stereo zu hören, obwohl sie ursprünglich bei ihrer Erstveröffentlichung nur in Mono erhältlich waren. Die EMI griff für die meisten Lieder auf Stereoversion zurück, die anlässlich anderer Veröffentlichungen gefertigt wurden.
So wurde die Stereoversion von This Boy erstmals auf der australischen Single (Katalognummer: Parlophone A8103), bzw. kanadischen Single (Katalognummer: Capitol 72144) veröffentlicht, die Erstveröffentlichung in Stereo von She’s a Woman befindet sich auf dem australischen Kompilationsalbum Greatest Hits Volume 2 (Katalognummer: Parlophone PCSO 7534). Beide Lieder wurden im Dezember 1981 auf einer zusätzlichen EP, die sich in der EP-Sammelbox The Beatles E.P.s Collection befindet, erstmals in Stereo veröffentlicht.
Yes It Is erschien erstmals in Großbritannien auf der Musikkassette Only Beatles (Katalognummer: Parlophone SMMC 151) in Stereo. Die Stereoversion von Yes It Is erschien ursprünglich auf der japanischen EP Help! (Katalognummer: Odeon EAS 30006).
Teilweise wurden jedoch auch Monoversion verwendet, obwohl Stereoabmischungen der entsprechenden Lieder zur Verfügung standen (From Me to You, Thank You Girl, Komm, gib mir deine Hand und Sie liebt dich).
Das Ergebnis des Mastering wurde neben George Martin von dem Toningenieur der Abbey Road Studios Mike Jarrett überwacht. Jedes Lied wird im Booklet von dem Beatles-Experten Mark Lewisohn kurz kommentiert.
Im Januar 1997 wurden beide Alben in den USA mit Platin für jeweils eine Million verkaufter Exemplare ausgezeichnet.

## Wiederveröffentlichungen
- Am 9. September 2009 erschien das Album erneut im Rahmen einer Wiederveröffentlichung des gesamten Beatles-Kataloges, der einem Remastering unterzogen wurde. Past Masters wurde hierbei ebenfalls neu veröffentlicht, jedoch wurden die beiden zuvor einzeln erhältlichen Alben Volume One und Volume Two zu einem CD-Doppelalbum vereint. Gleichzeitig wurden alle Lieder – sofern vorhanden – durch Stereofassungen ersetzt, so From Me to You, Thank You Girl, Komm, gib mir deine Hand und Sie liebt dich. Als Monoversionen waren weiterhin auf dem Album Love Me Do, She Loves You, I’ll Get You und You Know My Name (Look Up the Number) erhältlich, bei der Singleversion von Love Me Do waren die Masterbänder weiterhin nicht auffindbar, sodass als Quelle eine Vinyl-Single verwendet wurde. Die Doppel-CD wurde von Guy Massey, Steve Rooke, Paul Hicks und Sean Magee remastert. Das aufklappbare CD-Pappcover wurde von Drew Lorimer neu gestaltet. Weiterhin beinhaltet die Stereo-Doppel-CD ein 32-seitiges Begleitheft, das neben Fotos von den Beatles, allgemeine Informationen sowie Informationen zu den Aufnahmen von Kevin Howlett enthält. Das Album war auch Bestandteil des The Beatles Stereo Box Set.
- Ebenfalls am 9. September 2009 erschien das Box-Set The Beatles in Mono, das neben allen Monofassungen der Beatles-Alben das exklusive Album Mono Masters enthält, auf dem alle Monofassungen der Beatles-Singles zu hören sind. Darüber hinaus sind fünf bislang unveröffentlichte Monoabmischungen von Liedern enthalten, die für eine geplante, aber nicht veröffentlichte Yellow-Submarine-EP gefertigt wurden: Only a Northern Song, All Together Now, Hey Bulldog, It’s All Too Much und Across the Universe. Für das Album wurden die analogen Masterbänder überspielt. Die Doppel-CD wurde ebenfalls von Guy Massey, Steve Rooke, Paul Hicks und Sean Magee remastert. Mono Masters ist nicht separat erhältlich.
- Die remasterte Stereo-Vinyl-Doppel-Langspielplatte[3] wurde im November 2012 mit dem The Beatles Remastered Vinyl Box Set sowie separat, die remasterte Mono-Vinyl-Dreifach-Langspielplatte[4] im September 2014 mit der The Beatles In Mono-Box sowie separat veröffentlicht.
- Die Erstveröffentlichung im Download-Format erfolgte am 16. November 2010 bei iTunes, ab dem 24. Dezember 2015 war das Album auch bei anderen Anbietern und bei Streaming-Diensten verfügbar.[5][6]

## Titellisten

### Past Masters • Volume One(Lieder von 1962 bis 1965)
| Nummer | Lied                     | Autor                                               | Leadgesang       | Länge | Erstveröffentlichung in Europa                             |
| ------ | ------------------------ | --------------------------------------------------- | ---------------- | ----- | ---------------------------------------------------------- |
| 01     | Love Me Do               | Lennon/McCartney                                    | McCartney/Lennon | 2:24  | Single-A-Seite (Singleversion)                             |
| 02     | From Me to You           | Lennon/McCartney                                    | Lennon/McCartney | 1:58  | Single-A-Seite                                             |
| 03     | Thank You Girl           | Lennon/McCartney                                    | Lennon           | 2:04  | Single-B-Seite von From Me to You                          |
| 04     | She Loves You            | Lennon/McCartney                                    | Lennon/McCartney | 2:21  | Single-A-Seite                                             |
| 05     | I’ll Get You             | Lennon/McCartney                                    | Lennon           | 2:06  | Single-B-Seite von She Loves You                           |
| 06     | I Want to Hold Your Hand | Lennon/McCartney                                    | Lennon/McCartney | 2:27  | Single-A-Seite                                             |
| 07     | This Boy                 | Lennon/McCartney                                    | Lennon/McCartney | 2:16  | Single-B-Seite von I Want to Hold Your Hand                |
| 08     | Komm, gib mir deine Hand | Lennon/McCartney, Nicolas/Hellmer                   | Lennon/McCartney | 2:27  | Single-A-Seite in Deutschland                              |
| 09     | Sie liebt dich           | Lennon/McCartney, Camillo Felgen                    | Lennon/McCartney | 2:20  | Single-B-Seite in Deutschland von Komm, gib mir deine Hand |
| 10     | Long Tall Sally          | Enotris Johnson, Robert Blackwell, Richard Penniman | McCartney        | 2:03  | von der EP Long Tall Sally                                 |
| 11     | I Call Your Name         | Lennon/McCartney                                    | Lennon           | 2:09  | von der EP Long Tall Sally                                 |
| 12     | Slow Down                | Larry Williams                                      | Lennon           | 2:56  | von der EP Long Tall Sally                                 |
| 13     | Matchbox                 | Carl Perkins                                        | Starr            | 1:59  | von der EP Long Tall Sally                                 |
| 14     | I Feel Fine              | Lennon/McCartney                                    | Lennon           | 2:20  | Single-A-Seite                                             |
| 15     | She’s a Woman            | Lennon/McCartney                                    | McCartney        | 3:03  | Single-B-Seite von I Feel Fine                             |
| 16     | Bad Boy                  | Larry Williams                                      | Lennon           | 2:21  | vom Album A Collection of Beatles Oldies                   |
| 17     | Yes It Is                | Lennon/McCartney                                    | Lennon           | 2:43  | Single-B-Seite von Ticket to Ride                          |
| 18     | I’m Down                 | Lennon/McCartney                                    | McCartney        | 2:32  | Single-B-Seite von Help!                                   |

### Past Masters • Volume Two(Lieder von 1965 bis 1970)
| Nummer | Lied                                  | Autor            | Leadgesang       | Länge | Erstveröffentlichung in Europa                                        |
| ------ | ------------------------------------- | ---------------- | ---------------- | ----- | --------------------------------------------------------------------- |
| 01     | Day Tripper                           | Lennon/McCartney | Lennon/McCartney | 2:50  | Single-A-Seite                                                        |
| 02     | We Can Work It Out                    | Lennon/McCartney | McCartney        | 2:16  | Single-A-Seite                                                        |
| 03     | Paperback Writer                      | Lennon/McCartney | McCartney        | 2:19  | Single-A-Seite                                                        |
| 04     | Rain                                  | Lennon/McCartney | Lennon           | 3:02  | Single-B-Seite von Paperback Writer                                   |
| 05     | Lady Madonna                          | Lennon/McCartney | McCartney        | 2:18  | Single-A-Seite                                                        |
| 06     | The Inner Light                       | Harrison         | Harrison         | 2:37  | Single-B-Seite von Lady Madonna                                       |
| 07     | Hey Jude                              | Lennon/McCartney | McCartney        | 7:08  | Single-A-Seite                                                        |
| 08     | Revolution                            | Lennon/McCartney | Lennon           | 3:25  | Single-B-Seite von Hey Jude                                           |
| 09     | Get Back                              | Lennon/McCartney | McCartney        | 3:15  | Single-A-Seite                                                        |
| 10     | Don’t Let Me Down                     | Lennon/McCartney | Lennon           | 3:35  | Single-B-Seite von Get Back                                           |
| 11     | The Ballad of John and Yoko           | Lennon/McCartney | Lennon           | 3:00  | Single-A-Seite                                                        |
| 12     | Old Brown Shoe                        | Harrison         | Harrison         | 3:18  | Single-B-Seite von The Ballad of John and Yoko                        |
| 13     | Across the Universe                   | Lennon/McCartney | Lennon           | 3:44  | vom Album No One’s Gonna Change Our World (Benefiz-Kompilationsalbum) |
| 14     | Let It Be                             | Lennon/McCartney | McCartney        | 3:51  | Single-A-Seite (Singleversion)                                        |
| 15     | You Know My Name (Look Up the Number) | Lennon/McCartney | Lennon/McCartney | 4:19  | Single-B-Seite von Let It Be                                          |

### Doppel-LP
| Seite 1 1. Love Me Do 2. From Me to You 3. Thank You Girl 4. She Loves You 5. I’ll Get You 6. I Want to Hold Your Hand 7. This Boy 8. Komm, Gib Mir Deine Hand 9. Sie Liebt Dich | Seite 2 1. Long Tall Sally 2. I Call Your Name 3. Slow Down 4. Matchbox 5. I Feel Fine 6. She’s a Woman 7. Bad Boy 8. Yes It Is 9. I’m Down |

| Seite 3 1. Day Tripper 2. We Can Work It Out 3. Paperback Writer 4. Rain 5. Lady Madonna 6. The Inner Light 7. Hey Jude 8. Revolution | Seite 4 1. Get Back 2. Don’t Let Me Down 3. The Ballad of John and Yoko 4. Old Brown Shoe 5. Across the Universe 6. Let It Be 7. You Know My Name (Look Up the Number) |

## Mono Masters

### Doppel-CD
| CD 1 1. Love Me Do – 2:25 2. From Me to You – 1:57 3. Thank You Girl – 2:04 4. She Loves You – 2:21 5. I’ll Get You – 2:06 6. I Want to Hold Your Hand – 2:26 7. This Boy – 2:16 8. Komm, Gib Mir Deine Hand – 2:26 9. Sie Liebt Dich – 2:19 10. Long Tall Sally – 2:03 11. I Call Your Name – 2:11 12. Slow Down – 2:57 13. Matchbox – 1:59 14. I Feel Fine – 2:23 15. She’s a Woman – 3:04 16. Bad Boy – 2:20 17. Yes It Is – 2:42 18. I’m Down – 2:38 | CD 2 1. Day Tripper – 2:52 2. We Can Work It Out – 2:15 3. Paperback Writer – 2:26 4. Rain – 3:01 5. Lady Madonna – 2:17 6. The Inner Light – 2:36 7. Hey Jude – 7:09 8. Revolution – 3:25 9. Only a Northern Song – 3:26 10. All Together Now – 2:11 11. Hey Bulldog – 3:14 12. It’s All Too Much – 6:28 13. Get Back – 3:11 14. Don’t Let Me Down – 3:33 15. Across the Universe – 3:50 16. You Know My Name (Look Up the Number) – 4:24 |

### Dreifach-LP
| Seite 1 1. Love Me Do – 2:25 2. From Me to You – 1:57 3. Thank You Girl – 2:04 4. She Loves You – 2:21 5. I’ll Get You – 2:06 6. I Want to Hold Your Hand – 2:26 7. This Boy – 2:16 | Seite 2 1. Komm, Gib Mir Deine Hand – 2:26 2. Sie Liebt Dich – 2:19 3. Long Tall Sally – 2:03 4. I Call Your Name – 2:11 5. Slow Down – 2:57 6. Matchbox – 1:59 7. I Feel Fine – 2:23 8. She’s a Woman – 3:04 |

| Seite 3 1. Bad Boy – 2:20 2. Yes It Is – 2:42 3. I’m Down – 2:38 4. Day Tripper – 2:52 5. We Can Work It Out – 2:15 6. Paperback Writer – 2:26 7. Rain – 3:01 | Seite 4 1. Lady Madonna – 2:17 2. The Inner Light – 2:36 3. Hey Jude – 7:09 4. Revolution – 3:25 |

| Seite 5 1. Only a Northern Song – 3:26 2. All Together Now – 2:11 3. Hey Bulldog – 3:14 4. It’s All Too Much – 6:28 | Seite 6 1. Get Back – 3:11 2. Don’t Let Me Down – 3:33 3. Across the Universe – 3:50 4. You Know My Name (Look Up the Number) – 4:24 |

## Aufnahmedaten
Bei allen Aufnahmen wurde George Martin als Produzent aufgeführt.

### Past Masters • Volume One(Lieder von 1962 bis 1965)
| Nr. | Lied                     | Aufnahmedaten      | Besetzung / Gastmusiker | Toningenieur | Studio                         |
| --- | ------------------------ | ------------------ | --- | ------------ | ------------------------------ |
| 01  | Love Me Do               | 04. Sep. 1962      | - John Lennon: Rhythmusgitarre, Mundharmonika, Gesang - Paul McCartney: Bass, Gesang - George Harrison: Akustikgitarre, Hintergrundgesang - Ringo Starr: Schlagzeug         | Norman Smith | Abbey Road Studio 2            |
| 02  | From Me to You           | 05. März 1963      | - John Lennon: Rhythmusgitarre, Mundharmonika, Gesang - Paul McCartney: Bass, Gesang - George Harrison: Leadgitarre, Hintergrundgesang - Ringo Starr: Schlagzeug            | Norman Smith | Abbey Road Studio 2            |
| 03  | Thank You Girl           | 05. März 1963      | - John Lennon: Rhythmusgitarre, Mundharmonika, Gesang - Paul McCartney: Bass, Hintergrundgesang - George Harrison: Leadgitarre - Ringo Starr: Schlagzeug                    | Norman Smith | Abbey Road Studio 2            |
| 04  | She Loves You            | 01. Juli 1963      | - John Lennon: Rhythmusgitarre, Gesang - Paul McCartney: Bass, Gesang - George Harrison: Leadgitarre, Hintergrundgesang - Ringo Starr: Schlagzeug                           | Norman Smith | Abbey Road Studio 2            |
| 05  | I’ll Get You             | 01. Juli 1963      | - John Lennon: Rhythmusgitarre, Mundharmonika, Gesang - Paul McCartney: Bass, Hintergrundgesang - George Harrison: Leadgitarre, Hintergrundgesang - Ringo Starr: Schlagzeug | Norman Smith | Abbey Road Studio 2            |
| 06  | I Want to Hold Your Hand | 17. Okt. 1963      | - John Lennon: Rhythmusgitarre, Gesang - Paul McCartney: Bass, Gesang - George Harrison: Leadgitarre, Hintergrundgesang - Ringo Starr: Schlagzeug                           | Norman Smith | Abbey Road Studio 2            |
| 07  | This Boy                 | 17. Okt. 1963      | - John Lennon: Akustikgitarre, Gesang - Paul McCartney: Bass, Gesang - George Harrison: Leadgitarre, Gesang - Ringo Starr: Schlagzeug                                       | Norman Smith | Abbey Road Studio 2            |
| 08  | Komm, gib mir deine Hand | 29. Jan. 1964      | - John Lennon: Rhythmusgitarre, Gesang - Paul McCartney: Bass, Gesang - George Harrison: Leadgitarre, Hintergrundgesang - Ringo Starr: Schlagzeug                           | Norman Smith | Pathé Marconi-Studios in Paris |
| 09  | Sie liebt dich           | 29. Jan. 1964      | - John Lennon: Rhythmusgitarre, Gesang - Paul McCartney: Bass, Gesang - George Harrison: Leadgitarre, Hintergrundgesang - Ringo Starr: Schlagzeug                           | Norman Smith | Pathé Marconi-Studios in Paris |
| 10  | Long Tall Sally          | 01. März 1964      | - John Lennon: Rhythmusgitarre - Paul McCartney: Bass, Gesang - George Harrison: Leadgitarre - Ringo Starr: Schlagzeug - George Martin: Klavier                             | Norman Smith | Abbey Road Studio 2            |
| 11  | I Call Your Name         | 01. März 1964      | - John Lennon: Rhythmusgitarre, Gesang - Paul McCartney: Bass - George Harrison: Leadgitarre - Ringo Starr: Schlagzeug, Kuhglocke                                           | Norman Smith | Abbey Road Studio 2            |
| 12  | Slow Down                | 01. + 4. Juni 1964 | - John Lennon: Leadgitarre, Gesang - Paul McCartney: Bass - George Harrison: Rhythmusgitarre - Ringo Starr: Schlagzeug - George Martin: Klavier                             | Norman Smith | Abbey Road Studio 2            |
| 13  | Matchbox                 | 01. Juni 1964      | - John Lennon: Rhythmusgitarre - Paul McCartney: Bass - George Harrison: Leadgitarre - Ringo Starr: Schlagzeug, Gesang - George Martin: Klavier                             | Norman Smith | Abbey Road Studio 2            |
| 14  | I Feel Fine              | 18. Okt. 1964      | - John Lennon: Rhythmusgitarre, Gesang - Paul McCartney: Bass, Hintergrundgesang - George Harrison: Leadgitarre, Hintergrundgesang - Ringo Starr: Schlagzeug                | Norman Smith | Abbey Road Studio 2            |
| 15  | She’s a Woman            | 08. Okt. 1964      | - John Lennon: Rhythmusgitarre - Paul McCartney: Bass, Klavier, Gesang - George Harrison: Leadgitarre - Ringo Starr: Schlagzeug, Chocalho                                   | Norman Smith | Abbey Road Studio 2            |
| 16  | Bad Boy                  | 10. Mai 1965       | - John Lennon: Rhythmusgitarre, Gesang - Paul McCartney: Bass, elektrisches Klavier - George Harrison: Leadgitarre - Ringo Starr: Schlagzeug, Tamburin                      | Norman Smith | Abbey Road Studio 2            |
| 17  | Yes It Is                | 16. Feb. 1965      | - John Lennon: Akustikgitarre, Gesang - Paul McCartney: Bass, Hintergrundgesang - George Harrison: Leadgitarre, Hintergrundgesang - Ringo Starr: Schlagzeug, Tamburin       | Norman Smith | Abbey Road Studio 2            |
| 18  | I’m Down                 | 14. Juni 1965      | - John Lennon: Rhythmusgitarre, Orgel, Hintergrundgesang - Paul McCartney: Bass, Gesang - George Harrison: Leadgitarre, Hintergrundgesang - Ringo Starr: Schlagzeug, Bongos | Norman Smith | Abbey Road Studio 2            |

### Past Masters • Volume Two(Lieder von 1965 bis 1970)
| Nr. | Lied                                  | Aufnahmedaten                                                             | Besetzung / Gastmusiker | Toningenieur                              | Studio                                                                  |
| --- | ------------------------------------- | ------------------------------------------------------------------------- | --- | ----------------------------------------- | ----------------------------------------------------------------------- |
| 01  | Day Tripper                           | 16. Okt. 1965                                                             | - John Lennon: Rhythmusgitarre, Gesang - Paul McCartney: Bass, Gesang - George Harrison: Leadgitarre - Ringo Starr: Schlagzeug, Tamburin | Norman Smith                              | Abbey Road Studio 2                                                     |
| 02  | We Can Work It Out                    | 20. + 29. Okt. 1965                                                       | - John Lennon: Akustikgitarre, Harmonium, Hintergrundgesang - Paul McCartney: Bass, Gesang - George Harrison: Hintergrundgesang - Ringo Starr: Schlagzeug, Tamburin | Norman Smith                              | Abbey Road Studio 2                                                     |
| 03  | Paperback Writer                      | 13. + 14. Apr. 1966                                                       | - John Lennon: Rhythmusgitarre, Hintergrundgesang - Paul McCartney: Bass, Gesang - George Harrison: Leadgitarre, Hintergrundgesang - Ringo Starr: Schlagzeug, Tamburin | Geoff Emerick                             | Abbey Road Studio 3                                                     |
| 04  | Rain                                  | 14. + 16. Apr. 1966                                                       | - John Lennon: Rhythmusgitarre, Gesang - Paul McCartney: Bass, Hintergrundgesang - George Harrison: Leadgitarre, Hintergrundgesang - Ringo Starr: Schlagzeug, Tamburin | Geoff Emerick                             | Abbey Road Studio 3 und 2                                               |
| 05  | Lady Madonna                          | 03. + 6. Feb. 1968                                                        | - John Lennon: Leadgitarre, Hintergrundgesang - Paul McCartney: Bass, Klavier, Gesang - George Harrison: Leadgitarre, Hintergrundgesang - Ringo Starr: Schlagzeug - Ronnie Scott, Bill Povey, Harry Klein, Bill Jackman: Saxophon | Geoff Emerick, Ken Scott                  | Abbey Road Studio 3 und 1                                               |
| 06  | The Inner Light                       | 12. Jan.1968, 06. + 8. Feb. 1968                                          | - John Lennon: Hintergrundgesang - Paul McCartney: Hintergrundgesang - George Harrison: Gesang - Sharad Ghosh oder Hanuman Jadev: Shehnai - Hariprasad Chaurasia oder S. R. Kenkare: Flöte - Ashish Khan: Sarod - Mahapurush Misra: Tabla, Pakhawaj - Rij Ram Desad: Harmonium | Geoff Emerick, J. P. Sen, S. N. Gupta     | EMI Studios Bombay, Abbey Road Studio 2 und 3                           |
| 07  | Hey Jude                              | 29. Juli – 1. Aug. 1968                                                   | - John Lennon: Akustikgitarre, Hintergrundgesang - Paul McCartney: Bass, Klavier, Gesang - George Harrison: Leadgitarre, Hintergrundgesang - Ringo Starr: Schlagzeug, Tamburin, Hintergrundgesang - nicht aufgeführte Musiker: Geige: 10; Bratsche: 3; Cello: 3; Flöte: 2; Klarinette: 2; Waldhorn: 2; Trompete: 4; Posaune: 4, Fagott: 2; Kontrabass: 2; Perkussion: 1; die Musiker steuerten auch den Hintergrundchor bei | Ken Scott, Barry Sheffield                | Abbey Road Studio 2 und Trident Studios                                 |
| 08  | Revolution                            | 09.–12. Juli 1968                                                         | - John Lennon: Leadgitarre, Gesang - Paul McCartney: Bass, Hammond-Orgel - George Harrison: Leadgitarre - Ringo Starr: Schlagzeug - Nicky Hopkins: elektrisches Klavier | Geoff Emerick                             | Abbey Road Studio 2                                                     |
| 09  | Get Back                              | 23. Jan. 1969, 27. Jan. 1969, 28. Jan. 1969, 30. Jan. 1969, 05. Feb. 1969 | - John Lennon: Leadgitarre, Hintergrundgesang - Paul McCartney: Bass, Gesang - George Harrison: Rhythmusgitarre - Ringo Starr: Schlagzeug - Billy Preston: Elektrisches Klavier | Glyn Johns                                | Apple Studios                                                           |
| 10  | Don’t Let Me Down                     | 22. Jan. 1969, 28. Jan. 1969, 30. Jan. 1969                               | - John Lennon: Rhythmusgitarre, Gesang - Paul McCartney: Bass, Hintergrundgesang - George Harrison: Leadgitarre - Ringo Starr: Schlagzeug - Billy Preston: Keyboard, Elektrisches Klavier | Glyn Johns                                | Apple Studios                                                           |
| 11  | The Ballad of John and Yoko           | 14. Apr. 1969                                                             | - John Lennon: Leadgitarre, Akustikgitarre, Gesang - Paul McCartney: Bass, Schlagzeug, Klavier, Maracas, Hintergrundgesang | Geoff Emerick                             | Abbey Road Studio 3                                                     |
| 12  | Old Brown Shoe                        | 16. + 18. Apr. 1969                                                       | - John Lennon: Hintergrundgesang - Paul McCartney: Bass, Klavier, Hintergrundgesang - George Harrison: Leadgitarre, Orgel, Gesang - Ringo Starr: Schlagzeug | Chris Thomas, Jeff Jarratt                | Abbey Road Studio 3                                                     |
| 13  | Across the Universe                   | 04. + 8. Feb. 1968                                                        | - John Lennon: Leadgitarre, Akustikgitarre, Gesang - Paul McCartney: Klavier, Hintergrundgesang - George Harrison: Tabura, Sitar, Hintergrundgesang - Ringo Starr: Maracas - George Martin: Hammond-Orgel - Lizzie Bravo, Gayleen Pease: Hintergrundgesang | Ken Scott                                 | Abbey Road Studio 3 und 2                                               |
| 14  | Let It Be                             | 25. + 26. Jan. 1969, 31. Jan. 1969, 30. Apr. 1969, 04. Jan. 1970          | - John Lennon: Bass - Paul McCartney: Klavier, Maracas, Gesang - George Harrison: Leadgitarre, Hintergrundgesang - Ringo Starr: Schlagzeug - Billy Preston: Orgel, elektrisches Klavier - Linda McCartney: Hintergrundgesang (4. Jan. 1970) - nicht aufgeführte Musiker: Trompeten, Posaunen, Saxofon, Cello (4. Jan. 1970)                                                                                                 | Chris Thomas (1969), Phil McDonald (1970) | Apple Studios – Abbey Road Studio 3 (1969) / Abbey Road Studio 2 (1970) |
| 15  | You Know My Name (Look Up the Number) | 17. Mai 1967, 07. + 8. Juni 1967, 30. Apr. 1969                           | - John Lennon: Rhythmusgitarre, Maracas, Gesang - Paul McCartney: Bass, Klavier, Gesang - George Harrison: Leadgitarre, Vibraphon, Hintergrundgesang - Ringo Starr: Schlagzeug, Bongos, Gesang - Brian Jones: Saxofon | Geoff Emerick                             | Abbey Road Studio 2 und 3                                               |

### Mono Masters · CD 2
| Nr.   | Lied                 | Aufnahmedaten                     | Produzent / Toningenieur | Studio                        | Besetzung / Gastmusiker | Tonträger (Erstveröffentlichung) |
| ----- | -------------------- | --------------------------------- | ------------------------ | ----------------------------- | --- | -------------------------------- |
| zu 09 | Only a Northern Song | 13., 14. + 20. Apr. 1967          | Geoff Emerick            | Abbey Road Studio 2           | - John Lennon: Klavier - Paul McCartney: Bass - George Harrison: Orgel, Gesang - Ringo Starr: Schlagzeug - unbekannte Musiker: Glockenspiel, Trompete | Yellow Submarine                 |
| zu 10 | All Together Now     | 12. Mai 1967                      | Geoff Emerick            | Abbey Road Studio 2           | - John Lennon: Akustikgitarre, Ukulele, Mundharmonika, Hintergrundgesang - Paul McCartney: Bass, Akustikgitarre, Gesang - George Harrison: Hintergrundgesang - Ringo Starr: Schlagzeug, Zimbel                                                                         | Yellow Submarine                 |
| zu 11 | Hey Bulldog          | 11. Feb. 1968                     | Geoff Emerick            | Abbey Road Studio 3           | - John Lennon: Leadgitarre, Klavier, Gesang - Paul McCartney: Bass, Hintergrundgesang - George Harrison: Leadgitarre - Ringo Starr: Schlagzeug, Tamburin | Yellow Submarine                 |
| zu 12 | It’s All Too Much    | 25. + 26. Mai 1967, 02. Juni 1967 | Dave Siddle              | De Lane Lea Studios, Kingsway | - John Lennon: Leadgitarre, Hintergrundgesang - Paul McCartney: Bass, Hintergrundgesang - George Harrison: Leadgitarre, Hammond-Orgel, Gesang - Ringo Starr: Schlagzeug, Tamburin - David Mason und drei nicht aufgeführte Musiker: Trompete - Paul Harvey: Klarinette | Yellow Submarine                 |

## Chartplatzierungen des Albums
| Album                                            | Album                     | Datum der Veröffentlichung | Datum der Veröffentlichung | Datum der Veröffentlichung | Beste Charts-Platzierung | Beste Charts-Platzierung | Beste Charts-Platzierung | Label Katalognr.      | Label Katalognr.      | Label Katalognr.     |
| Typ                                              | Titel                     | GB                         | US                         | DE                         | GB                       | US                       | DE                       | GB                    | US                    | DE                   |
| ------------------------------------------------ | ------------------------- | -------------------------- | -------------------------- | -------------------------- | ------------------------ | ------------------------ | ------------------------ | --------------------- | --------------------- | -------------------- |
| Kompilation                                      | Past Masters • Volume One | 8. März 1988               | 7. März 1988               | 8. März 1988               | 49                       | 149                      | –                        | Parlophone CDP7900432 | Capitol CDP7900432    | Apple/EMI CDP7900432 |
| Kompilation                                      | Past Masters • Volume Two | 8. März 1988               | 7. März 1988               | 8. März 1988               | 46                       | 121                      | –                        | Parlophone CDP7900442 | Capitol CDP7900442    | Apple/EMI CDP7900442 |
| Kompilation Remasterte CD-Wiederveröffentlichung | Past Masters              | 9. Sep. 2009               | 9. Sep. 2009               | 9. Sep. 2009               | 31                       | –                        | 61                       | Apple/EMI 2438072     | Apple/Capitol 2438072 | Apple/EMI 2438072    |

## Verkaufszahlen und Auszeichnungen

### Past Masters · Volume One
| Land/Region                  | Auszeichnungen für Musikverkäufe (Land/Region, Auszeichnung, Verkäufe) | Verkäufe  |
| ---------------------------- | ---------------------------------------------------------------------- | --------- |
| Argentinien (CAPIF)          | Gold                                                                   | 30.000    |
| Australien (ARIA)            | Gold                                                                   | 35.000    |
| Kanada (MC)                  | Gold                                                                   | 40.000    |
| Neuseeland (RMNZ)            | Gold                                                                   | 7.500     |
| Vereinigte Staaten (RIAA)    | Platin                                                                 | 1.000.000 |
| Vereinigtes Königreich (BPI) | Gold                                                                   | 100.000   |
| Insgesamt                    | 5× Gold · 1× Platin ·                                                  | 1.172.500 |

### Past Masters · Volume Two
| Land/Region                  | Auszeichnungen für Musikverkäufe (Land/Region, Auszeichnung, Verkäufe) | Verkäufe  |
| ---------------------------- | ---------------------------------------------------------------------- | --------- |
| Argentinien (CAPIF)          | Gold                                                                   | 30.000    |
| Australien (ARIA)            | Gold                                                                   | 35.000    |
| Kanada (MC)                  | Gold                                                                   | 50.000    |
| Neuseeland (RMNZ)            | Gold                                                                   | 7.500     |
| Vereinigte Staaten (RIAA)    | Platin                                                                 | 1.000.000 |
| Vereinigtes Königreich (BPI) | Gold                                                                   | 100.000   |
| Insgesamt                    | 5× Gold · 1× Platin ·                                                  | 1.222.500 |